# Ейжън Дъб Фаундейшън
Asian Dub Foundation или Ейжън Дъб Фондейшън е британска алтернативна електронна група, която свири комбинация от брейкбийт, дъб, денсхол и рага, използвайки рок инструменти. Групата е създадена 1993 година.

## Дискография

### Албуми
- Facts and Fictions (1995)
- R.A.F.I. (1997) (Излязъл само във Франция)
- Rafi's Revenge (1998)
- Conscious Party (live) (1998) (Излязъл само във Франция)
- Community Music (2000)
- Frontline 1993 – 1997: ремикси(2001)
- Enemy of the Enemy (2003)
- Asian Dub Foundation live: Keep bangin' on the walls (CD) (2003)
- Tank (2005)
- Time Freeze (The Best Of 1995 – 2007) (2007)
- PUNKARA (2008)
- A History Of Now (2011)

### DVD-та
- Asian Dub Foundation live: Asian Dub Foundation live (DVD) ([[2003

## Външни препртаки
- Официалния сайт на Asian Dub Foundation Архив на оригинала от 2009-04-01 в Wayback Machine.
- Страницата на групата в MySpace
- Rebel Uprising official website Архив на оригинала от 2013-02-20 в Wayback Machine.
- Ghetto's official website Архив на оригинала от 2006-05-07 в Wayback Machine.
- Rock i.D. aka Rocky Singh official website
- Gaddafi: A Living Myth official website
- Asian Dub Foundation interview at musicOMH.com Архив на оригинала от 2007-02-10 в Wayback Machine.
- Slovak ADF Fan SITE Архив на оригинала от 2015-02-12 в Wayback Machine.
- Jurg's ADF discography and news site Архив на оригинала от 2005-11-25 в Wayback Machine.
- Ейжън Дъб Фондейшън „Flyover“ видеоклип на Ю Тюб